# Pontaut
Pontaut és un nucli de població del municipi de Bausen, a la Vall d'Aran. Està inclòs a l'Inventari del Patrimoni Arquitectònic de Catalunya. El 2019 tenia censats 3 habitants.
Està situat a la riba esquerra de la Garona, davant l'aiguabarreig amb el riu de Toran, que davalla de Canejan. A la dreta del riu hi ha una central hidroelèctrica i algunes cases, ja dins el terme de Canejan. Pontaut és el darrer nucli habitat de la Vall abans d'arribar al pas fronterer de eth Pònt de Rei.